# 1979 na política

## Eventos

### Janeiro
- 1 de Janeiro - Estados Unidos e a República Popular da China estabelecem relações diplomáticas
- 7 de Janeiro - O Vietnã e os insurgentes Cambojanos apoiados pelo Vietnã anunciam a queda de Phnom Penh, a capital do Cambodja, e o colapso do regime de Pol Pot. Pol Pot e o Khmer Vermelho batem em retirada para a Tailândia.
- 16 de Janeiro - O Xá do Irã foge do Irã com sua família e se muda para o Egito após um ano conturbado.

### Fevereiro
- 1 de Fevereiro - O Ayatollah Ruhollah Khomeini regressa ao Irã.
- 8 de Fevereiro - Portugal estabelece relações diplomáticas com a República Popular da China.
- 11 de Fevereiro - Dia da Revolução Iraniana.
- 14 de Fevereiro - Guerrilheiros iranianos atacam a embaixada dos EUA em Teerão.
- 22 de Fevereiro - Independência de Santa Lúcia.
- Guerra sino-vietnamita - Guerra da China com Vietnã no período entre 17 Fevereiro a 16 de Março.

### Março
- 15 de Março - O general João Baptista Figueiredo substitui o general Ernesto Geisel no posto de presidente do Brasil.
- 26 de Março - Em uma cerimônia na Casa Branca, o Presidente Anwar Sadat do Egito e o Primeiro Ministro Menachem Begin de Israel assinam um acordo de paz.
- 31 de Março - A Marinha Real se retira de Malta.

### Abril
- 1 de Abril - Revolução Islâmica no Irão.
- 6 de Abril - O Presidente Zulfikar Ali Bhutto do Paquistão é executado.
- 11 de Abril - No Uganda, o ditador Idi Amin é deposto; Tanzânia toma Kampala.

### Maio
- 1 de Maio - A Groelândia (br) ou Gronelândia (pt) alcança a sua autonomia.
- 4 de Maio - Os Conservadores vencem as eleições gerais britânicas; Margaret Thatcher torna-se a nova Primeira-Ministra.
- 10 de Maio - Os Estados Federados da Micronésia se tornam auto-governantes.

### Junho
- 4 de Junho - Joe Clark se torna o 16º e mais jovem primeiro-ministro do Canadá.
- 18 de Junho - Jimmy Carter e Leonid Brezhnev assinam o acordo SALT II em Viena.

### Julho
- 12 de Julho - Independência de Kiribati
- 16 de Julho - O Presidente Iraquiano Hasan al-Bakr renuncia e o Vice Presidente Saddam Hussein o substitui.
- 19 de Julho - Na Nicarágua, a guerrilha sandinista depõe o ditador Somoza, apoiado pelos Estados Unidos da América, que foge para Miami.

### Agosto
- 1 de Agosto - Maria de Lourdes Pintasilgo substitui Carlos Alberto da Mota Pinto no cargo de primeiro-ministro de Portugal.
- 21 de Agosto - adoptada a bandeira da Guiné Equatorial.
- 28 de agosto- é promulgada  a Lei da anistia pelo presidente João Baptista Figueiredo.

### Setembro
- 21 de Setembro - José Eduardo dos Santos, tomou posse como Presidente da República de Angola.

### Outubro
- 27 de Outubro - Presidente sul-coreano Park Chung-hee é morto pelo chefe da KCIA, Kim Jae-kyu.
- 27 de Outubro - Independência de São Vicente e Granadinas após referendo.

### Dezembro
- 23 de Dezembro - Unidades militares da União Soviética ocupam Cabul, a capital do Afeganistão

### Datas desconhecidas
- Luís Herrera Campíns substitui Carlos Andrés Pérez no cargo de presidente da Venezuela.
- Süleyman Demirel substitui Bülent Ecevit no cargo de primeiro-ministro da Turquia.
- Mikhail Gorbachev é eleito para o Politburo do PCUS.
- Fundação do Partido do Movimento Democrático Brasileiro (PMDB).

## Nascimentos
| Data | Nome | Profissão | Nacionalidade | Observações | Ref |
| ---- | ---- | --------- | ------------- | ----------- | --- |

## Mortes
| Data           | Nome                       | Profissão                                                                                             | Nacionalidade                        | Observações                           | Ref |
| -------------- | -------------------------- | --- | ------------------------------------ | ------------------------------------- | --- |
| 7 de fevereiro | Josef Mengele              | criminoso de guerra                                                                                   | Alemanha                             | n. 1911                               |     |
| 16 de março    | Jean Monnet                | grande impulsionador da integração europeia                                                           | França                               | n. 1888                               |     |
| 30 de março    | José María Velasco Ibarra  | presidente do Equador de 1934 a 1935, de 1944 a 1947, de 1952 a 1956, de 1960 a 1961 e de 1968 a 1972 | Equador                              | n. 1893                               |     |
| 15 de julho    | Gustavo Díaz Ordaz Bolaños | presidente do México de 1964 a 1970                                                                   | México                               | n. 1911                               |     |
| 10 de setembro | Agostinho Neto             | nacionalista e escritor angolano, foi Presidente de Angola de 1975 a 1979                             | Portugal (Angola)                    | n. 1922 Prémio Lenin da Paz 1975/1976 |     |
| 14 de setembro | Nur Mohammad Taraki        | presidente da República Democrática do Afeganistão de 1978 a 1979                                     | República Democrática do Afeganistão | n. 1917                               |     |
| 29 de setembro | Francisco Macías Nguema    | presidente da Guiné Equatorial de 1968 a 1979                                                         | Espanha (Guiné Equatorial)           | n. 1924                               |     |
| 26 de outubro  | Park Chung-hee             | presidente da Coreia do Sul de 1963 a 1979                                                            | Japão (Coreia do Sul)                | n. 1917                               |     |
| 28 de Outubro  | Santo Dias da Silva        | ativista do movimento operário brasileiro                                                             | Brasil                               | n. 1942                               |     |
| 27 de Dezembro | Hafizullah Amin            | presidente da República Democrática do Afeganistão em 1979                                            | República Democrática do Afeganistão | n. 1929                               |     |